# Dalmatolacerta oxycephala
La lucertola a muso tagliente (Dalmatolacerta oxycephala Duméril e Bibron, 1839), unica specie del genere Dalmatolacerta Arnold, Arribas e Carranza, 2007, è un rettile squamato appartenente alla famiglia dei Lacertidi.

## Descrizione
La lucertola a muso tagliente ha un corpo piccolo (5,5-6,5 cm) ed esile, molto appiattito e con testa lunga e appuntita. Il dorso è solitamente marrone scuro, grigio, grigio-brunastro o grigio-bluastro, ricoperto di un reticolo di macchioline chiare; su molte isole dell'Adriatico e in montagna sono frequenti anche animali molto scuri, quasi neri. Il ventre è spesso di colore blu intenso, senza macchie. La coda esibisce una caratteristica suddivisione in sottili anelli blu e neri. Ha una lunghezza totale di 18-20 cm.

## Biologia
Questa lucertola agile e piuttosto schiva, molto abile ad arrampicarsi, si nutre di insetti, ragni e altri artropodi. La sua stagione riproduttiva inizia a marzo/aprile, con le femmine che a giugno depongono 2-4 uova che si schiudono dopo 6 settimane.

## Distribuzione e habitat
Questa specie popola la fascia costiera adriatica del sud dalla Croazia, Bosnia ed Erzegovina fino al Montenegro e all'estremo nord-ovest dell'Albania. Vive in pianura (anche su molte isole situate di fronte alla costa) come anche su rilievi costieri fino a 1500 m di altitudine e si può trovare soprattutto in habitat rocciosi con vegetazione rada come scogliere e falde detritiche, ma anche in scarpate ai bordi delle strade e su muri in pietra (per esempio sulle antiche mura che circondano Ragusa).